# بذرخوارواران
بذرخوارواران (نام علمی: Lygaeoidea) نام یک بالاخانواده از فروراسته پنج‌تکه‌ریختان است.